# Giải thưởng Ảnh Báo chí Thế giới
Giải Ảnh Báo chí Thế giới - World Press Photo được coi là giải ảnh báo chí danh giá nhất hiện nay, đây cũng là giải quốc tế duy nhất trên thế giới với sự tham gia của các nhiếp ảnh gia khắp thế giới. Trong nhiều năm qua World Press Photo đã trở thành một địa chỉ chung cho hoạt động nhiếp ảnh báo chí và trao đổi thông tin.
Giải Ảnh Báo chí Thế giới do Hội Tương tế Ảnh Báo chí Thế giới (World Press Photo Foundation) sáng lập, đây là một tổ chức độc lập, phi lợi nhuận vì lợi ích chung, được thành lập vào năm 1955 tại Hà Lan, với mục tiêu chính là hỗ trợ và quảng bá tác phẩm của các phóng viên ảnh chuyên nghiệp. Hàng năm, World Press Photo tổ chức cuộc thi ảnh với quy mô lớn nhất thế giới và được đánh giá là cuộc thi danh giá nhất trong lĩnh vực này. Những tấm ảnh trúng giải sẽ được triển lãm lưu động tại hơn 80 quốc gia và in trong một tuyển tập với sáu ngôn ngữ. Ngoài chương trình phát giải thưởng và triển lãm, World Press Photo còn theo dõi sát sao những diễn biến của hoạt động ảnh báo chí và tổ chức các khóa đào tạo, tập huấn, hội thảo 7 lần mỗi năm dành cho các nhà nhiếp ảnh, các tổ chức nhiếp ảnh và các biên tập viên ảnh tại các nước đang phát triển và lớp học Joop Swart Masterclass, tổ chức hàng năm tại Hà Lan dành cho các nhà nhiếp ảnh tài năng mới khởi nghiệp.

## Cuộc thi ảnh hàng năm
Cuối mỗi tháng Giêng hàng năm là hạn chót để hàng chục ngàn tấm ảnh dự thi trên thế giới gửi về Amsterdam và Hội tương tế World Press Photo sẽ chọn ra trong những ảnh gửi đến một tấm "Ảnh Báo chí của Năm" (Press Photos of the Year). Tiêu chí được đặt lên hàng đầu trong quá trình chấm giải là tính chất thông tin của các tấm ảnh và sự dấn thân của các nhiếp ảnh gia, không ngại gian khổ, nguy hiểm, hy sinh máu xương để có thể chụp được những tấm ảnh đó.
Ngoài giải thưởng "Ảnh Báo chí của Năm" cao quý nhất của các nhiếp ảnh gia đó, Hội còn trao những giải thưởng cho một trong 10 mục sau và trong mỗi hạng mục sẽ có 3 giải cho ảnh đơn và 3 giải cho ảnh bộ:
- Ảnh tiêu điểm, góc cạnh (Spot News)
- Ảnh tổng thể (General News)
- Ảnh nhân vật trong tin tức (People in the News)
- Ảnh hành động thể thao (Sports Action)
- Ảnh mục thể thao (Sports Features)
- Ảnh những vấn đề đương đại (Contemporary Issues)
- Ảnh đời thường, cuộc sống thường nhật (Daily Life)
- Ảnh chân dung (Portraits)
- Ảnh nghệ thuật và giải trí (Arts and Entertainment)
- Ảnh thiên nhiên (Nature)

Như năm 2007 có 4.460 nhiếp ảnh gia từ 124 quốc gia đã gửi 78.083 ảnh dự thi.

## Người Việt Nam đoạt giải
Bộ ảnh The Pink Choice của nhiếp ảnh gia Maika Elan, tên thật là Nguyễn Thanh Hải, đoạt giải nhất thể loại Contemporary Issues (Vấn đề đương đại) trong cuộc thi World Press Photo 2012. Tác giả trở thành người Việt Nam đầu tiên đoạt giải thưởng World Press Photo, một trong những giải thưởng danh giá nhất thế giới trong lĩnh vực nhiếp ảnh. Xem bộ ảnh tại 'The Pink Choice'.